# Sporting Étoile Club de Bastia 1980-1981
Questa voce raccoglie le informazioni riguardanti la Sporting Étoile Club de Bastia nelle competizioni ufficiali della stagione 1980-1981.

## Stagione
Durante il campionato il Bastia alternò delle buone prestazioni in casa a un pessimo rendimento nelle partite esterne, oscillando fra le posizioni di metà classifica e quelle immediatamente superiori alla zona retrocessione. Grazie a una serie finale di quattro risultati utili consecutivi, i Turchini si misero definitivamente al riparo dal pericolo di cadere sul fondo alla penultima giornata, concludendo il campionato al dodicesimo posto.
Superato il primo turno contro il Caen, in Coppa di Francia il Bastia superò alcune squadre di primo piano come il Monaco agli ottavi di finale e il Lens in semifinale, raggiungendo la finale contro il Saint-Étienne appena laureatosi campione di Francia. Il 2-1 finale consegnò la prima Coppa di Francia ai Turchini, nonché la terza qualificazione europea della loro storia, in Coppa delle Coppe.

## Maglie e sponsor
Lo sponsor tecnico per la stagione 1980-1981 è Adidas. Gli sponsor ufficiali sono Club Mediterranée e Catena per il campionato, RTL per la Coppa di Francia ad eccezione della finale, in cui venne utilizzato lo sponsor Calberson.
| Manica sinistra · Manica sinistra · Maglietta · Maglietta · Manica destra · Manica destra · Pantaloncini · Pantaloncini · Calzettoni · Calzettoni | Manica sinistra · Manica sinistra · Maglietta · Maglietta · Manica destra · Manica destra · Pantaloncini · Pantaloncini · Calzettoni · Calzettoni | Manica sinistra · Manica sinistra · Maglietta · Maglietta · Manica destra · Manica destra · Pantaloncini · Pantaloncini · Calzettoni · Calzettoni | Manica sinistra · Manica sinistra · Maglietta · Maglietta · Manica destra · Manica destra · Pantaloncini · Pantaloncini · Calzettoni · Calzettoni |

## Rosa
| N. |                       | Ruolo | Calciatore                |
| -- | --------------------- | ----- | ------------------------- |
|    | Francia (bandiera)    | P     | Gérard Gili               |
|    | Francia (bandiera)    | P     | Pierrick Hiard            |
|    | Francia (bandiera)    | P     | Dominique Murati          |
|    | Francia (bandiera)    | D     | Jean-Louis Cazes          |
|    | Francia (bandiera)    | D     | Paul Marchioni (capitano) |
|    | Francia (bandiera)    | D     | César Nativi              |
|    | Francia (bandiera)    | D     | Jean-André Ottaviani      |
|    | Francia (bandiera)    | D     | Charles Orlanducci        |
|    | Jugoslavia (bandiera) | D     | Ljubiša Rajković          |
|    | Francia (bandiera)    | D     | Paul Squaglia             |
|    | Francia (bandiera)    | C     | Jean-Louis Desvignes      |
|    | Francia (bandiera)    | C     | Alain Fiard               |
|    | Francia (bandiera)    | C     | Joseph Graziani           |

| N. |                       | Ruolo | Calciatore          |
| -- | --------------------- | ----- | ------------------- |
|    | Francia (bandiera)    | C     | Joël Henry          |
|    | Francia (bandiera)    | C     | Simeï Ihily         |
|    | Francia (bandiera)    | C     | Félix Lacuesta      |
|    | Francia (bandiera)    | C     | Claude Papi         |
|    | Francia (bandiera)    | C     | Michel Padovani     |
|    | Francia (bandiera)    | C     | José Pastinelli     |
|    | Francia (bandiera)    | A     | Christian Bracconi  |
|    | Francia (bandiera)    | A     | Jean-Marie De Zerbi |
|    | Francia (bandiera)    | A     | Louis Marcialis     |
|    | Francia (bandiera)    | A     | Pascal Mariini      |
|    | Camerun (bandiera)    | A     | Roger Milla         |
|    | Francia (bandiera)    | A     | Thierry Gudimard    |
|    | Jugoslavia (bandiera) | A     | Slobodan Vučeković  |

## Calciomercato

### Sessione estiva
| Acquisti | Acquisti         | Acquisti  | Acquisti |
| R.       | Nome             | da        | Modalità |
| -------- | ---------------- | --------- | -------- |
| P        | Gérard Gili      | Rouen     |          |
| C        | Joël Henry       | Lilla     |          |
| C        | Félix Lacuesta   | Bordeaux  |          |
| A        | Thierry Gudimard | Monaco    |          |
| A        | Pascal Mariini   | INF Vichy |          |
| A        | Roger Milla      | Monaco    |          |

| Cessioni | Cessioni               | Cessioni           | Cessioni |
| R.       | Nome                   | a                  | Modalità |
| -------- | ---------------------- | ------------------ | -------- |
| D        | André Burkhard         | Le Puy             |          |
| D        | Bruno Mignot           | Rouen              |          |
| C        | Gérard Verstraete      | Avenir Avignonnais |          |
| A        | Abdelkrim Merry Krimau | Lilla              |          |
| A        | Albert Tho             | Besançon           |          |

### Sessione invernale
| Acquisti | Acquisti           | Acquisti    | Acquisti |
| R.       | Nome               | da          | Modalità |
| -------- | ------------------ | ----------- | -------- |
| A        | Slobodan Vučeković | Doxa Dramas |          |

## Risultati

### Division 1

#### Girone di andata
| 1ª giornata | Bastia | 2 – 0 | Auxerre |  |

| 2ª giornata | Valenciennes | 1 – 1 | Bastia |  |

| 3ª giornata | Bastia | 2 – 1 | Saint-Étienne |  |

| 4ª giornata | Metz | 1 – 0 | Bastia |  |

| 5ª giornata | Bastia | 1 – 1 | Monaco |  |

| 6ª giornata | Sochaux | 2 – 0 | Bastia |  |

| 7ª giornata | Bastia | 1 – 2 | Nantes |  |

| 8ª giornata | Lens | 5 – 0 | Bastia |  |

| 9ª giornata | Bastia | 2 – 2 | Laval |  |

| 10ª giornata | Nîmes | 3 – 2 | Bastia |  |

| 11ª giornata | Bastia | 0 – 1 | Tours |  |

| 12ª giornata | Bordeaux | 0 – 0 | Bastia |  |

| 13ª giornata | Bastia | 2 – 1 | Nancy |  |

| 14ª giornata | Nizza | 2 – 1 | Bastia |  |

| 15ª giornata | Bastia | 2 – 0 | Olympique Lione |  |

| 16ª giornata | Bastia | 2 – 0 | Paris Saint-Germain |  |

| 17ª giornata | Angers | 1 – 0 | Bastia |  |

| 18ª giornata | Bastia | 2 – 0 | Strasburgo |  |

| 19ª giornata | Lilla | 3 – 1 | Bastia |  |

#### Girone di ritorno
| 20ª giornata | Auxerre | 0 – 0 | Bastia |  |

| 21ª giornata | Bastia | 1 – 1 | Valenciennes |  |

| 22ª giornata | Saint-Étienne | 3 – 0 | Bastia |  |

| 23ª giornata | Bastia | 1 – 0 | Metz |  |

| 24ª giornata | Monaco | 3 – 0 | Bastia |  |

| 25ª giornata | Sochaux | 1 – 1 | Bastia |  |

| 26ª giornata | Nantes | 2 – 1 | Bastia |  |

| 27ª giornata | Bastia | 3 – 1 | Lens |  |

| 28ª giornata | Laval | 3 – 0 | Bastia |  |

| 29ª giornata | Bastia | 3 – 2 | Nîmes |  |

| 30ª giornata | Tours | 2 – 2 | Bastia |  |

| 31ª giornata | Bastia | 3 – 2 | Bordeaux |  |

| 32ª giornata | Nancy | 3 – 0 | Bastia |  |

| 33ª giornata | Bastia | 3 – 0 | Nizza |  |

| 34ª giornata | Olympique Lione | 2 – 1 | Bastia |  |

| 35ª giornata | Paris Saint-Germain | 3 – 1 | Bastia |  |

| 36ª giornata | Bastia | 3 – 0 | Angers |  |

| 37ª giornata | Strasburgo | 1 – 1 | Bastia |  |

| 38ª giornata | Bastia | 5 – 1 | Lilla |  |

### Coppa di Francia
| 12 febbraio 1981 Trentaduesimi di finale | Bastia | 3 – 0 | Caen |  |

| 7 marzo 1981 Sedicesimi di finale - Andata | Bastia | 2 – 1 | Auxerre |  |

| 11 marzo 1981 Sedicesimi di finale - Ritorno | Auxerre | 1 – 1 | Bastia |  |

| 3 aprile 1981 Ottavi di finale - Andata | Bastia | 2 – 0 | Monaco |  |

| 11 aprile 1981 Ottavi di finale - Ritorno | Monaco | 1 – 2 | Bastia |  |

| 8 maggio 1981 Quarti di finale - Andata | Martigues | 3 – 0 | Bastia |  |

| 19 maggio 1981 Quarti di finale - Ritorno | Bastia | 5 – 0 | Martigues |  |

| Bastia 5 giugno 1981 Semifinale - Andata              | Bastia    | 2 – 0 | Lens | Stade Armand Cesari |
| \| \| \| \| \| Cazes 60’ Milla 85’ \| Marcatori \| \| |           |       |      |                     |
|                                                       |           |       |      |                     |
| Cazes 60’ Milla 85’                                   | Marcatori |       |      |                     |

| Lens 9 giugno 1981 Semifinale - Ritorno         | Lens      | 0 – 1         | Bastia | Stadio Félix-Bollaert |
| \| \| \| \| \| \| Marcatori \| 85’ Marcialis \| |           |               |        |                       |
|                                                 |           |               |        |                       |
|                                                 | Marcatori | 85’ Marcialis |        |                       |

| Arbitro: | Konrath |

|                         |           |                    |
| Marcialis 50’ Milla 58’ | Marcatori | 72’ (rig.) Santini |

## Statistiche

### Statistiche di squadra
| Competizione     | Punti | In casa | In casa | In casa | In casa | In casa | In casa | In trasferta | In trasferta | In trasferta | In trasferta | In trasferta | In trasferta | Totale | Totale | Totale | Totale | Totale | Totale | DR  |
| Competizione     | Punti | G       | V       | N       | P       | Gf      | Gs      | G            | V            | N            | P            | Gf           | Gs           | G      | V      | N      | P      | Gf     | Gs     | DR  |
| ---------------- | ----- | ------- | ------- | ------- | ------- | ------- | ------- | ------------ | ------------ | ------------ | ------------ | ------------ | ------------ | ------ | ------ | ------ | ------ | ------ | ------ | --- |
| Division 1       | 35    | 19      | 13      | 4       | 2       | 39      | 16      | 19           | 0            | 5            | 14           | 11           | 39           | 38     | 13     | 9      | 16     | 50     | 55     | -5  |
| Coppa di Francia | -     | 6       | 6       | 0       | 0       | 16      | 2       | 4            | 2            | 1            | 1            | 9            | 5            | 10     | 8      | 1      | 1      | 25     | 7      | +18 |
| Totale           | -     | 25      | 19      | 4       | 2       | 55      | 18      | 23           | 2            | 6            | 15           | 20           | 44           | 47     | 14     | 10     | 17     | 63     | 62     | +3  |

### Andamento in campionato
| Giornata  | 1 | 2 | 3 | 4 | 5 | 6  | 7  | 8  | 9  | 10 | 11 | 12 | 13 | 14 | 15 | 16 | 17 | 18 | 19 | 20 | 21 | 22 | 23 | 24 | 25 | 26 | 27 | 28 | 29 | 30 | 31 | 32 | 33 | 34 | 35 | 36 | 37 | 38 |
| --------- | - | - | - | - | - | -- | -- | -- | -- | -- | -- | -- | -- | -- | -- | -- | -- | -- | -- | -- | -- | -- | -- | -- | -- | -- | -- | -- | -- | -- | -- | -- | -- | -- | -- | -- | -- | -- |
| Luogo     | C | T | C | T | C | T  | C  | T  | C  | T  | C  | T  | C  | T  | C  | C  | T  | C  | T  | C  | T  | C  | T  | C  | T  | C  | T  | C  | T  | C  | T  | C  | T  | T  | C  | T  | C  | T  |
| Risultato | V | N | V | P | N | P  | P  | P  | N  | P  | N  | N  | V  | P  | V  | V  | P  | V  | P  | N  | P  | V  | P  | N  | P  | V  | P  | V  | N  | V  | P  | V  | P  | P  | V  | N  | V  | N  |
| Posizione | 3 | 4 | 3 | 7 | 5 | 10 | 14 | 16 | 16 | 17 | 17 | 18 | 17 | 18 | 15 | 12 | 15 | 12 | 15 | 15 | 15 | 14 | 15 | 15 | 16 | 15 | 16 | 15 | 14 | 14 | 16 | 13 | 14 | 15 | 14 | 14 | 12 | 12 |

Fonte:  Classements, su lfp.fr, lfp.fr.
Legenda:

Luogo: C = Casa; T = Trasferta. Risultato: V = Vittoria; N = Pareggio; P = Sconfitta.

### Statistiche dei giocatori
| Giocatore      | Division 1 | Division 1 | Coppa di Francia | Coppa di Francia | Totale   | Totale |
| Giocatore      | Presenze   | Reti       | Presenze         | Reti             | Presenze | Reti   |
| -------------- | ---------- | ---------- | ---------------- | ---------------- | -------- | ------ |
| C. Bracconi    | 1          | 0          | 0                | 0                | 1        | 0      |
| J.L. Cazes     | 37         | 0          | 10               | 1                | 47       | 1      |
| J.M. De Zerbi  | 12         | 1          | 1                | 0                | 13       | 1      |
| A. Fiard       | 33         | 3          | 10               | 1                | 43       | 4      |
| G. Gili        | 0          | -0         | 0                | -0               | 0        | -0     |
| J. Graziani    | 0          | 0          | 0                | 0                | 0        | 0      |
| T. Gudimard    | 19         | 1          | 0                | 0                | 19       | 1      |
| J. Henry       | 24         | 5          | 10               | 1                | 34       | 6      |
| P. Hiard       | 38         | -55        | 10               | -7               | 48       | -62    |
| S. Ihily       | 23         | 5          | 10               | 2                | 33       | 7      |
| F. Lacuesta    | 31         | 3          | 10               | 1                | 41       | 4      |
| P. Marchioni   | 34         | 1          | 10               | 0                | 44       | 1      |
| L. Marcialis   | 32         | 12         | 8                | 2                | 40       | 14     |
| P. Mariini     | 5          | 2          | 2                | 1                | 7        | 3      |
| R. Milla       | 30         | 9          | 9                | 8                | 39       | 17     |
| D. Murati      | 0          | -0         | 0                | -0               | 0        | -0     |
| C. Nativi      | 24         | 0          | 5                | 0                | 29       | 0      |
| C. Orlanducci  | 30         | 0          | 10               | 0                | 40       | 0      |
| J.A. Ottaviani | 0          | 0          | 0                | 0                | 0        | 0      |
| M. Padovani    | 0          | 0          | 0                | 0                | 0        | 0      |
| C. Papi        | 28         | 7          | 0                | 0                | 28       | 7      |
| J. Pastinelli  | 15         | 0          | 0                | 0                | 15       | 0      |
| L. Rajković    | 15         | 0          | 0                | 0                | 15       | 0      |
| S. Vučeković   | 0          | 0          | 0                | 0                | 0        | 0      |
| P. Squaglia    | 0          | 0          | 0                | 0                | 0        | 0      |